# Fortios
Fortios é uma povoação portuguesa sede da Freguesia de Fortios do Município de Portalegre, freguesia com 65,87 km² de área e 1785 habitantes (censo de 2021), tendo, por isso, uma densidade populacional de 27,1 hab./km².
Situa-se na base da Serra do Mata Amores.

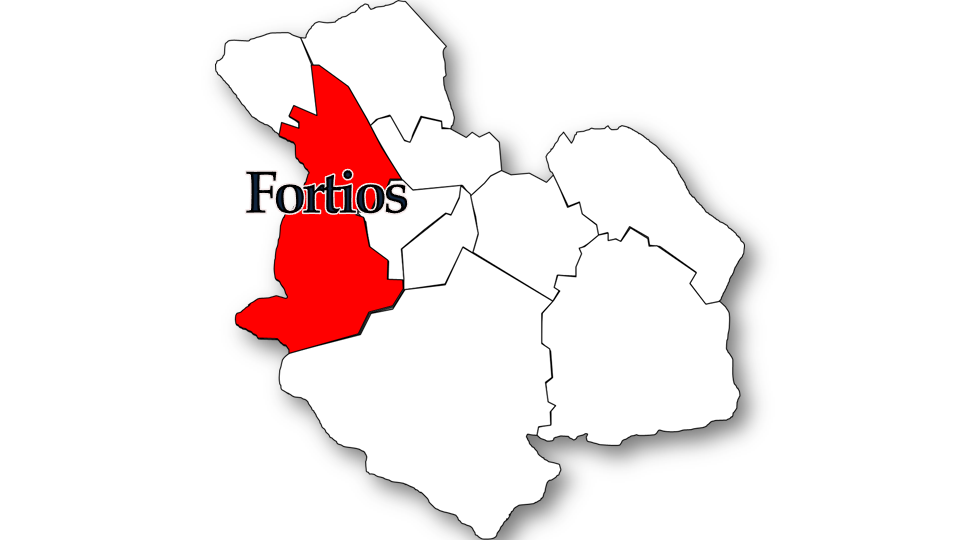
Localização no Município de Portalegre

## Demografia
Nota: Nos censos de 1890 a 1911 estava anexada à freguesia de São Lourenço (decreto de 27/07/1879), sendo mais tarde desanexada pela Lei n.º 604 de 15/06/1916.
A população registada nos censos foi:
| Distribuição da População por Grupos Etários | Distribuição da População por Grupos Etários | Distribuição da População por Grupos Etários | Distribuição da População por Grupos Etários | Distribuição da População por Grupos Etários |
| -------------------------------------------- | -------------------------------------------- | -------------------------------------------- | -------------------------------------------- | -------------------------------------------- |
| Ano                                          | 0-14 Anos                                    | 15-24 Anos                                   | 25-64 Anos                                   | > 65 Anos                                    |
| 2001                                         | 286                                          | 247                                          | 968                                          | 520                                          |
| 2011                                         | 308                                          | 191                                          | 1072                                         | 447                                          |
| 2021                                         | 226                                          | 190                                          | 894                                          | 475                                          |

## Património
Património arquitetónico listado no SIPA:
- Capela de São Sebastião (Fortios) / Igreja Paroquial de Fortios / Igreja de São Sebastião
- Santuário do Senhor Jesus dos Aflitos (Fortios)
- Anta do Couto da Madalena
- Casal rústico do Ribeiro do Chafariz
- Igreja Paroquial de Fortios / Igreja de São Domingos
- Monte da Almojanda